# سيكلوفوسفاميد
سيكلوفوسفاميد (التسمية الدولية المشتركة Cyclophosphamide) ويعرف أيضا بسيتوفوسفان، هو دواء مضاد للسرطان يستعمل في علاج الأورام السرطانية واختلالات المناعة الذاتية، وهو جزء من أدوية العلاج الكيميائي للسرطان.
يصنف سيكلوفوسفاميد ضمن الأدوية ذات التأثير المباشر على البنية الجزيئية للحمض النووي (DNA) للخلايا السرطانية ضمن فئة عوامل الألكلة أزوتية الخردل (Nitrogen mustard alkylating agent) التي تضيف مجموعة ألكيل إلى الدنا مما يمنع عملية مضاعفة الحمض النووي وتكاثر الخلايا السرطانية. وهو شبيه بنيوي لغاز القتال الشهير، غاز الخردل.
يتم صرف سيكلوفوسفاميد في الصيدليات بوصفة طبية فقط، وهو مصنف في قائمة منظمة الصحة العالمية النموذجية للأدوية الأساسية، ضمن خانة الأدوية المضادة للأورام السامة للخلايا.